# Ганя Іван Михайлович
Іван Михайлович Га́ня (нар. 22 липня 1926, Сороки) — молдавський радянський орнітолог, доктор біологічних наук з 1971 року; заслужений діяч науки Молдавської РСР з 1979 року.

## Біографія
Народтвся 22 липня 1926 року в місті Сороках (нині Молдова). Брав участь у німецько-радянській війні. Нагороджений орденом Вітчизняної війни II ступеня (26 квітня 1991).
1948 року закінчив Кишинівський педагогічний інститут імені Йона Крянге і упродовж 1948—1956 років працював старшим викладачем Бєльцького і Тираспольського педагогічних інститутів. Протягом 1956—1972 років — науковий співробітник лабораторії зоології Інституту біології Молдавської філії Академії наук СРСР (з 1961 року — лабораторія наземних хребетних Інституту зоології Академії наук Молдавської РСР), з 1972 року — заступник директора з науки Інституту зоології і фізіології Академії наук Молдавської РСР, а з 1974 року — завідувач Відділу зоології і лабораторії орнітології цього ж інституту.

## Наукова діяльність
Першим дослідив авіфауну викопних і рецентних видів птахів Молдавської РСР; встановив склад, розповсюдження і чисельність птахів, а також їх значення для сільського господарства республіки. Під його керівництвом було здійснено зоогеографічне районування південного заходу СРСР і вивчені орнітологічні комплекси Дністровсько-Прутського міжріччя. Автор понад сотні наукових праць, зокрема:
- Пэсэриле ноастре. Кишинів, 1961;
- Птицы Молдавии. Кишинів, 1970–1971. Томи 1, 2 (у співавторстві з Юрієм Аверіним);
- Птицы сухопутных биотопов Молдавии. Кишинів, 1978.

Автор статей до енциклопедії «Радянська Молдавія» (Кишинів, 1982).